# Edgewood (Washington)
Edgewood ist eine Stadt (City) im Pierce County im US-Bundesstaat Washington. Zum United States Census 2020 hatte Edgewood 12.327 Einwohner.

## Geschichte
Die Geschichte von Edgewood kann bis zu den Puyallup-Indianern zurückverfolgt werden, die am Puyallup River lebten. Dr. William Tolmie, ein für die Hudson’s Bay Company arbeitender Schotte, zog 1833 durch Edgewood, schon bald nachdem er Chef-Händler in Fort Nisqually geworden war. Tolmie erreichte im Mai 1833 Fort Vancouver per Schiff aus Großbritannien. Trapper mit indianischen Frauen zogen in den 1830er Jahren in das Gebiet, die weißen Siedler kamen in den 1850er Jahren.
Washingtons erste Telegrafenverbindung verlief parallel zu einer Militärstraße, die durch das Zentrum des heutigen Edgewood führte. Etwa 420 US-Amerikaner (abgesehen von den Indianer) lebten 1858 im heutigen Pierce County. Bis 1862 wurden 681 Nicht-Indigene als Einwohner des Pierce County gezählt. Es gibt Anhaltspunkte, dass das erste Gebäude auf dem North Hill (Surprise Lake) ein einräumiges Holzhaus war, in dem 1891 der School District 27 verwaltet wurde. Einer der ersten namentlich bekannten Siedler in Edgewood war Peter Nyholm (1895).
Die erste offizielle Fahrt auf der Städte-Linie von Tacoma nach Seattle, die den Weg durch das Tal nahm, fand im Oktober 1902 statt. Die State Spiritualists, mit sechs Kirchen im westlichen Washington vertreten, führten 1903 ein Sommerlager in Edgewood durch. Der Bau eines Campingplatzes mit festen Unterkünften begann 1927, doch wurde er noch vor Fertigstellung 1948 durch einen Brand zerstört.
Edgewood wurde offiziell am 28. Februar 1996 als Gebietskörperschaft anerkannt.

## Geographie
Das Gebiet von Edgewood und Milton ist informell auch als North Hill bekannt. Dies bildet den Gegensatz zu dem auf der anderen Seite des Puyallup River Valley liegenden South Hill. Nach dem United States Census Bureau nimmt die Stadt eine Gesamtfläche von 21,81 km² ein, wovon 21,78 km² Land- und der Rest Wasserflächen sind.
Die Nachbarstädte sind Milton im Nordwesten, Federal Way im Norden und Puyallup im Süden.

## Demographie
| Jahr | Einwohner¹ |
| ---- | ---------- |
| 1990 | 8.677      |
| 2000 | 9.089      |
| 2010 | 9.387      |
| 2020 | 12.327     |

¹ 1990–2020: Volkszählungsergebnisse

### Census 2000
Nach der Volkszählung von 2000 gab es in Edgewood 9.089 Einwohner, 3.421 Haushalte und 2.637 Familien. Die Bevölkerungsdichte betrug 412,4 pro km². Es gab 3.562 Wohneinheiten bei einer mittleren Dichte von 161,6 pro km².
Die Bevölkerung bestand zu 92,75 % aus Weißen, zu 0,62 % aus Afroamerikanern, zu 0,91 % aus Indianern, zu 2,24 % aus Asiaten, zu 0,24 % aus Pazifik-Insulanern, zu 0,67 % aus anderen „Rassen“ und zu 2,56 % aus zwei oder mehr „Rassen“. Hispanics oder Latinos „jeglicher Rasse“ bildeten 2,37 % der Bevölkerung.
Der Median des Alters in der Stadt betrug 39 Jahre. 25,8 % der Einwohner waren unter 18, 6,6 % zwischen 18 und 24, 27,8 % zwischen 25 und 44, 29,5 % zwischen 45 und 64 und 10,3 65 Jahre oder älter. Auf 100 Frauen kamen 101,6 Männer, bei den über 18-Jährigen waren es 99,6 Männer auf 100 Frauen.
Alle Angaben zum mittleren Einkommen beziehen sich auf den Median. Das mittlere Haushaltseinkommen betrug 56.658 US$, in den Familien waren es 74.518 US$. Das Pro-Kopf-Einkommen betrug 24.797 US$. Etwa 3,5 % der Familien und 4,2 % der Gesamtbevölkerung lebte unterhalb der Armutsgrenze.

### Census 2010
Nach der Volkszählung von 2010 gab es in Edgewood 9.387 Einwohner, 3.609 Haushalte und 2.697 Familien. Die Bevölkerungsdichte betrug 431 pro km². Es gab 3.801 Wohneinheiten bei einer mittleren Dichte von 174,5 pro km².
Die Bevölkerung bestand zu 90,4 % aus Weißen, zu 1 % aus Afroamerikanern, zu 0,9 % aus Indianern, zu 2,5 % aus Asiaten, zu 0,3 % aus Pazifik-Insulanern, zu 1,4 % aus anderen „Rassen“ und zu 3,4 % aus zwei oder mehr „Rassen“. Hispanics oder Latinos „jeglicher Rasse“ bildeten 4,4 % der Bevölkerung.
Von den 3609 Haushalten beherbergten 31,2 % Kinder unter 18 Jahren, 61,2 % wurden von zusammen lebenden verheirateten Paaren, 8,9 % von alleinerziehenden Müttern und 4,6 % von alleinstehenden Vätern geführt; 25,3 % waren Nicht-Familien. 18,8 % der Haushalte waren Singles und 7 % waren alleinstehende über 65-jährige Personen. Die durchschnittliche Haushaltsgröße betrug 2,59 und die durchschnittliche Familiengröße 2,93 Personen.
Der Median des Alters in der Stadt betrug 44,3 Jahre. 21,6 % der Einwohner waren unter 18, 7,6 % zwischen 18 und 24, 21,8 % zwischen 25 und 44, 34,9 % zwischen 45 und 64 und 14 65 Jahre oder älter. Von den Einwohnern waren 49,9 % Männer und 50,1 % Frauen.

## Bildung
Die meisten Kinder in Edgewood besuchen Schulen des Puyallup School Districts, wenige die Fife Public Schools oder die des Sumner School District; es hängt von ihrem genauen Wohnort ab. Es gibt vier Schulen in Edgewood: die Alice V. Hedden Elementary, die zum Fife School District gehört, die Northwood Elementary und die Mountain View Elementary aus dem Puyallup School District und die Edgemont Junior High, die gleichfalls zum Puyallup School District gehört.

## Nyholms Windmühle
Nyholms Windmühle steht in 2284 Meridian Ave E in Edgewood. Es ist die einzige Sehenswürdigkeit in Edgewood. Ursprünglich war der heutige Standort der Windmühle eine Farm, auf der Heu, Gemüse, Obst und Milchprodukte produziert wurden. Die Mühle wurde in den 1970er Jahren von ihrem früheren Standort am Jovita Boulevard/ Meridian Street (Washington State Route 161) mit großem Einsatz von Freiwilligen des Edgewood Volunteer Fire Department versetzt. Sie ist außerdem als formelles Symbol für Edgewood anerkannt worden.